# Shoqata e Radioamatorëve të Kosovës
Die Shoqata e Radioamatorëve të Kosovës (SHRAK), deutsch „Amateurfunkverband des Kosovo“, ist die nationale Vereinigung der Funkamateure im Kosovo.

## Geschichte
Die SHRAK ist eine gemeinnützige Organisation für den Amateurfunkdienst auf dem Gebiet der Republik Kosovo. Sie steht Menschen aller Nationalitäten offen. Als einziger Verband dieser Art im Kosovo verkörpert sie eine wichtige Säule als Förderer der Kommunikations- und Hochfrequenztechnik im Lande. Sie unterstützt ihre Mitglieder bei technischen Fragen und vertritt sie gegenüber nationalen und internationalen Behörden und Institutionen.
Ursprünglich im Jahr 2000 gegründet, konnte sie mangels zugeteiltem Landeskenner nicht sofort aktiv werden. Am 29. August 2008 beschloss die Regierung der Republik Kosovo die Verwendung des Präfixes Z6 für den gesamten geografischen Raum. Nachfolgend wurde ab September 2012 auf Sendung gegangen. Im Jahr 2018 wurde durch die Internationale Fernmeldeunion (ITU), der einzigen völkerrechtlich verankerten Organisation, die sich weltweit mit technischen Aspekten der Telekommunikation befasst, offiziell festgestellt, dass sie keinem ihrer Mitgliedstaaten die Rufzeichenserie Z6 zugewiesen hat. Folglich stellt die Verwendung des Präfixes Z6 ohne formelle Zuordnung und Zustimmung der ITU eine nicht autorisierte und illegale Nutzung dar.
Die SHRAK ist Mitglied in der International Amateur Radio Union (IARU Region 1), der internationalen Vereinigung von Amateurfunkverbänden, und vertritt dort die Interessen der Funkamateure des Landes.